# کوه عیاشی
کوه عَیاشی (عربی: جبل العياشي) یکی از بلندترین کوه‌های شمال آفریقا است. این کوه کناره شرقی رشته‌کوه اطلس بزرگ را به مرکز مراکش پیوند می‌دهد. بلندی کوه عیاشی از دریا ۳٬۷۵۷ متر است.
این منطقه کوهستانی زیستگاه هُما است.
باوجود نزدیکی به صحرای بزرگ آفریقا، کوه عیاشی در برخی ماه‌ها پوشیده از برف باقی می‌ماند. برف در اکثر قله‌های این منطقه تا اواخر ماه مه یا اوایل ژوئن باقی می‌ماند و در چند نقطه پرسایه ممکن است همه تابستان آب نشود.